# Iwan Bratt
Iwan Bratt, född 18 oktober 1881 i Karlsborgs garnisonsförsamling, Skaraborgs län, död 6 oktober 1946 i Alingsås stadsförsamling, Älvsborgs län, var en svensk läkare. Han var kusin till Ivan Bratt.
Bratt blev medicine licentiat 1912 och året därpå stadsläkare i Alingsås. Han blev läkare vid folkskolorna i Alingsås 1914 och 1916 läkare vid stadens epidemisjukhus, och var en känd neurosläkare. Under 1920–1930-talen var Iwan Bratt en av de mest kända praktiskt verksamma psykoterapeuterna i Sverige och gjorde en uppmärksammad insats som författare på det psykoanalytiska området. Han framlade sina psykoterapeutiska åskådningar i flera böcker och artiklar.
Bland hans skrifter märks Skolkommissionen och den fria skolan (1923), Kultur och neuros (1925), Splittring och enhet i människans väsen (1927), Psykoanalysen i populär framställning (1929), Neurosproblemet i psykoanalytisk belysning (1930), Det svenska missnöjet (1935), Krig och kris – Bidrag till krigets psykologi (1940), Nytt land : dikter (1942), Vilsamma visor: text och musik (1943) och Ett är nödvändigt  – En bok om det inre livets ekonomi (1946).
Han var en flitig skribent och publicerade en mängd populärmedicinska och kulturkritiska artiklar i dagspressen, bland annat i Göteborgs-Posten, Socialdemokraten och veckotidningen Tenk. Åren 1935–1936 ingick Iwan Bratt i redaktionen av tidskriften De Profundis, utgiven av Nordiska psykoterapeutiska kollegiet. Han var gift med konstnären och översättaren Signe Bratt, född Jolin. De är begravda på Landskyrkogården i Alingsås.